# Manuel Firmino de Almeida Maia Magalhães
Manuel Firmino de Almeida Maia Magalhães (Aveiro, 7 de fevereiro de 1881 — Lisboa, 12 de outubro de 1932) foi um oficial de Cavalaria do Exército Português que se distinguiu na preparação da participação portuguesa na Primeira Guerra Mundial e como governador de Cabo Verde (1919-1921), governador de Macau (1925-1926) e director dos Serviços Cartográficos do Exército (1927-1932). Integrou o CEP em 1917, em 1921 foi chefe do Estado Maior da 1.ª Divisão e em 1926 integrou a Comissão para o Estudo da Campanha Militar do Norte em Moçambique. Em 1931 foi preso conjuntamente com um grupo de oficiais envolvidos na Revolta da Madeira, vindo a falecer no ano seguinte. Foi irmão de José Maria de Vilhena Barbosa de Magalhães e cunhado de Vitorino Godinho.

## Biografia
Nasceu em Aveiro, no seio de uma família da média-alta burguesia do concelho, filho de Maria José Vilhena de Almeida Maia e Magalhães e do jurista José Maria Barbosa de Magalhães. O seu irmão mais velho foi o político republicano e jurisconsulto José Maria Barbosa de Magalhães, professor da Faculdade de Direito de Lisboa, Ministro da Educação e Ministro dos Negócios Estrangeiros. O irmão mais novo foi Fernando Barbosa de Magalhães, também oficial do Exército. Casou com uma irmã de Vitorino Henriques Godinho, também oficial do Exército e político republicano.
Escolheu a carreira de oficial de Cavalaria, tendo frequentado a Escola Prática de Cavalaria de Torres Novas e sido habilitado com o curso do Estado-Maior em 1907. De tendência republicana, participou na Revolução de 5 de Outubro de 1910. Em 1911 foi enviado pelo governo em missão secreta especial ao norte de Portugal para organizar a resistência a previsíveis ameaças monárquicas. Comandou em 1912 a coluna militar que destroçou o ataque monárquico a Chaves, ficando ferido no combate de Vila Verde, pelo que recebeu a Medalha de Valor Militar e foi louvado por diversas câmaras municipais republicanas.
Em 1912 foi nomeado representante do Exército Português na observação das manobras do Exército Britânico. Foi então enviado à Grã-Bretanha em setembro de 1912, integrando a missão de observação do Exército Português junto das manobras do Exército Britânico. Nesse mesmo ano,foi nomeado professor da Escola do Exército.
Maia Magalhães, então no posto de capitão, a 22 de agosto de 1914 foi nomeado chefe do Estado Maior da força expedicionária enviada à Província de Angola comandada pelo general José Augusto Alves Roçadas. Desembarcou a 1 de outubro de 1914 em Moçâmedes, mas regressou ao serviço na Metrópole a 17 de fevereiro de 1915.
Entre setembro de 1914 e meados de 1915 ocupou o cargo de Chefe de Estado-Maior das forças militares em preparação para a guerra na Europa. Em 1915 foi preso por razões políticas por ordem do governo presidido por Pimenta de Castro.
Foi nomeado adjunto do Ministro da Guerra do 14.º governo republicano, o general José Norton de Matos, cabendo-lhe coordenar a preparação militar para uma previsível entrada de Portugal na Grande Guerra. Após a declaração de guerra da Alemanha, foi nomeado chefe do Estado-Maior da base do Corpo Expedicionário Português em França, cargo que exerceu de 1917 a 1918, sendo depois chefe da Missão de Ligação do CEP com o Exército Britânico. O seu desempenho nessas funções foi reconhecido com a atribuição da Cruz de Guerra de 1.ª classe.
Ligado ao Partido Democrático, a sua oposição à solução ditatorial de Sidónio Pais levou a que entre novembro de 1918 a janeiro de 1919 estivesse preso no Forte da Graça, em Elvas. Em 1919 participou na organização e comando do contra-ataque republicano às forças monárquicas acantonadas em Monsanto no contexto da Monarquia do Norte. Nesse período conturbado, foi nomeado chefe do Estado-Maior do corpo de exército republicano comandado pelo general Pereira Bastos que avançou para o norte de Portugal a fim de retomar o Porto e as províncias de Entre-Douro e Minho e Trás-os-Montes que se encontravam em poder dos monárquicos liderados por Paiva Couceiro.
Também em 1919 foi promovido ao posto de tenente-coronel, sendo nesse ano nomeado governador de Cabo Verde. Exerceu aquelas funções de 18 de julho de 1919 a 11 de maio de 1921, destacando-se no combate inglório contra a fome no arquipélago que, segundo descreveu, levava o Governo a ter de sustentar mais de 25 mil pessoas. No cargo revela-se como um defensor das populações, procurando conter práticas e abusos das oligarquias locais. Mas a imagem que transmitiu da situação e vida na Província era desoladora.
Regressado a Portugal em 1921, foi nomeado chefe de Estado-Maior da Guarda Nacional Republicana, cargo que exerceu de 12 de fevereiro a 30 de abril de 1922, nomeado pelo 35.º governo republicano, presidido por António Maria da Silva. Também a convite de António Maria da Silva, foi nomeado chefe do gabinete do Ministro da Guerra do 37.º governo republicano, participando na reorganização das forças armadas que então estava em curso, funções que exerceu de 27 de julho a 11 de novembro de 1923.
Por decreto de 23 de junho de 1925 foi nomeado governador de Macau, mas foi, depois, difícil obter as passagens, pelo que só a 8 de setembro partiu de Lisboa. Tomou posse a 18 de outubro de 1925, mantendo-se em funções até ao início da Ditadura Militar, sendo exonerado por decreto de 19 de junho de 1926, sendo substituído por Tamagnini Barbosa, nomeado a 23 de julho de 1926. Cessou funções a 26 de julho de 1926, data em que o almirante Hugo de Lacerda foi nomeado governador interino.
Chegado a Portugal, provavelmente por não ser conivente com a situação política, não recebe qualquer função ou comissão de serviço militar ou civil até a 14 de dezembro, sendo então colocado na 3.ª repartição da 3.ª Direção Geral do Ministério da Guerra, de onde transita para outras obscuras secções e repartições menores.
Foi promovido a coronel em 1927, já depois do golpe militar de 28 de maio de 1926 e da sua demissão do cargo de governador de Macau, sendo então nomeado diretor dos Serviços Cartográficos do Exército, um cargo periférico em relação ao poder militar e político.
Em 1931, no contexto da Revolta das Ilhas, foi preso preventivamente no Forte de São Julião da Barra, sendo instaurado um processo político, por se temer a sua adesão aquele golpe fracassado. Faleceu a 12 de outubro de 1932, aos 51 anos de idade, vítima de paragem cardíaca durante uma intervenção médica no Hospital Militar de Lisboa.